# Ellen Ganneskov
Ellen Ganneskov, coniugata Hall (Copenaghen, 27 aprile 1932 – Odense, 11 marzo 2014), è stata una pallamanista e cestista danese.

## Carriera

### Pallamano
Disputò 6 incontri con la Danimarca tra il 1952 e il 1954.

### Pallacanestro
Con la Danimarca disputò due edizioni dei Campionati europei (1954, 1956).